# Erannis connectaria
Erannis connectaria är en fjärilsart som beskrevs av Adrian Hardy Haworth 1809. Erannis connectaria ingår i släktet Erannis och familjen mätare. Inga underarter finns listade i Catalogue of Life.